# Kmetijska površina
To so kmetijska tla oziroma kmetijsko zemljišče v katera štejemo:
obdelovalna tla - njive in vrtove (orna tla), trajne nasade – zemljišča sadovnjakov in vinogradov, travnike, poleg teh pa so še pašniki in košenice, močvirja in trstičja ter ribniki znotraj kmetijskih površin. 
Kmetije imajo tudi gozdove in grmišča ter pozidana zemljišča z bivalnimi in kmetijskimi objekti, katere imenujemo kmetija.

## Druge kmetijske površine

### Zemljišče v zaraščanju
Zemljišče v zaraščanju obsegajo opuščena kmetijska zemljišča, ki se zaraščajo. Pokritost z drevjem je od 20 do 75 %. Po navadi so to površine, ki so zaradi svoje lege oziroma zaradi slabših pogojev izkoriščanja opuščene-neobdelane.
V vrsto dejanske rabe kmetijskega zemljišča v zaraščanju uvrstimo tudi vse površine, kjer se sicer izvaja paša živali, vendar zaradi prenizke obremenitve ( to je premalo število živali na določeno površino ) prihaja do pojava zaraščanja, za katerega je značilno mlado olesenelo rastje ( grmičevje, robidovje… ). 
Nasad gozdnega drevja, ki je namenjen izključno pridelavi lesa, okrasnih dreves ali plodov oz. drugih delov drevja in pri katerih so razdalje med drevjem že ob zasaditvi takšne kot ob predvidenem končnem razvojnem stanju, imenujemo plantaža gozdnega drevja.
Neobdelano kmetijsko zemljišče je:
-površina, ki je na primer rigolana in pripravljena za zasaditev novih trajnih nasadov;
- kmetijsko zemljišče, ki se začasno ne uporablja zaradi gradnje infrastrukture ali je neobdelano zaradi socialnih ali drugih razlogov;
- kmetijsko zemljišče na katerem je ograja za konje, prašiče ali druge živali in ki ni poraslo s travinjem.
V poraščeno površino z drevesi in grmičevjem uvrščamo tudi obvodno zarast, če so obrečni pasovi porasli z drevjem oziroma grmovjem, ter mejice iz gozdnih dreves oziroma grmičevja.